# モーニング・ベルならしてよ
「モーニング・ベルならしてよ」は、1984年5月1日に、日本コロムビアからリリースされた山下久美子の10枚目のシングル。

## 作品概要
- アルバム『アニマ・アニムス』からの先行シングルで、シングルジャケットは『アニマ・アニムス』同様、ミクロネシア連邦のポンペイ島でプロモーションビデオの撮影と同時にジャケットの撮影も行われた[1]。

## 収録曲
| 全編曲: 後藤次利。 |                                |           |           |      |
| #                  | タイトル                       | 作詞      | 作曲      | 時間 |
| 1.                 | 「モーニング・ベルならしてよ」 | 銀色夏生  | 藤木俊平  | 3:10 |
| 2.                 | 「DOWNTOWN SUNDOWN」           | 神沢礼江  | 後藤次利  | 4:25 |
| 合計時間:          | 合計時間:                      | 合計時間: | 合計時間: | 7:35 |